# Jacob Thelander
Jacob Thelander, född den 14 juni 2003, är en svensk friidrottare specialiserad i mångkamp och som tävlar för Ljungby FIK.

## Karriär
Jacob Thelander tog silver i tiokamp vid JVM i friidrott 2022. Han har även tagit flera SM-medaljer på junior/ungdoms-nivå både i mångkamp och  i längdhopp samt höjdhopp. 2023 slet han av främre korsbandet och blev långtidsskadad. På SM i friidrott 2025 inomhus tog han brons i längdhopp.